# خرگوش سنگی سرخ ناتال
خرگوش سنگی سرخ ناتال یا خرگوش سنگی سرخ بزرگ (نام علمی: Pronolagus crassicaudatus) گونه‌ای از پستانداران تیرهٔ خرگوشان (Leporidae) (خرگوشها و خرگوشکها) است. دارای سر کمی شنی و قهوه‌ای مایل به خاکستری و روتنه قهوه‌ای مایل به قرمز است. خز انبوه ضخیم‌تر و خشن‌تر از دیگر خرگوش‌های سنگی و بومی آفریقا است و در استان‌های جنوب شرقی کشور آفریقای جنوبی (کیپ شرقی، مپومالانگا و کوازولو-ناتال)، شرق لسوتو، اسواتینی (هایولد و لومبوبو) و جنوب موزامبیک (استان ماپوتو) یافت می‌شود. یک گیاهخوار است که عمدتاً از علف تغذیه می‌کند. در طول سال تولیدمثل می‌کند و معمولاً یک یا دو توله در تابستان به دنیا می‌آیند. به عنوان گونه‌ای با کمترین نگرانی در فهرست سرخ IUCN از گونه‌های در حال انقراض جای دارد.
شکارگران آن شامل همه گوشت‌خواران بزرگ‌تر مانند پلنگ، کاراکال، گربه وحشی آفریقایی، مار و پرندگان شکاری است.